# Anthology: 1999-2013
Anthology: 1999-2013 es un álbum recopilatorio de la banda de metalcore de Florida, Underoath. Fue lanzado el 6 de noviembre de 2012, a cargo de Solid State Records. El álbum fue anunciado a la par de la separación de la banda, y el próximo tour de despedida que realizarán en 2013. Anthology: 1999–2013 contendrá 17 canciones, incluyendo dos nuevas, así como material de todos los álbumes de estudio de Underoath. Las dos nuevas canciones, "Sunburnt" y "Unsound" son producidas por Matt Goldman.

## Lista de canciones
| N.º   | Título                                                                 | Lanzamiento original (Año)                            | Duración |  |
| 1.    | «Sunburnt»                                                             | Anthology: 1999–2013 (2012)                           | 4:53     |  |
| 2.    | «Unsound»                                                              | Anthology: 1999–2013 (2012)                           | 3:35     |  |
| 3.    | «In Division»                                                          | Ø (Disambiguation) (2010)                             | 3:58     |  |
| 4.    | «Catch Myself Catching Myself»                                         | Ø (Disambiguation) (2010)                             | 3:29     |  |
| 5.    | «Paper Lung»                                                           | Ø (Disambiguation) (2010)                             | 4:11     |  |
| 6.    | «Desperate Times, Desperate Measures»                                  | Lost In The Sound Of Separation (2008)                | 3:28     |  |
| 7.    | «Too Bright To See, Too Loud To Hear»                                  | Lost in the Sound of Separation (2008)                | 4:31     |  |
| 8.    | «In Regards To Myself»                                                 | Define the Great Line (2006)                          | 3:24     |  |
| 9.    | «You're Ever So Inviting»                                              | Define the Great Line (2006)                          | 4:13     |  |
| 10.   | «Writing On The Walls»                                                 | Define the Great Line (2006)                          | 4:02     |  |
| 11.   | «A Boy Brushed Red Living In Black And White»                          | They're Only Chasing Safety (2004)                    | 4:28     |  |
| 12.   | «Reinventing Your Exit»                                                | They're Only Chasing Safety (2004)                    | 4:22     |  |
| 13.   | «It's Dangerous Business Walking Out Your Front Door»                  | They're Only Chasing Safety (2004)                    | 3:58     |  |
| 14.   | «I've Got Ten Friends And A Crowbar That Says You Ain't Gonna Do Jack» | They're Only Chasing Safety [Edición Especial] (2005) | 5:06     |  |
| 15.   | «When The Sun Sleeps»                                                  | The Changing of Times (2002)                          | 5:33     |  |
| 16.   | «Cries Of The Past»                                                    | Cries of the Past (2000)                              | 8:23     |  |
| 17.   | «Heart Of Stone»                                                       | Act of Depression (1999)                              | 5:50     |  |
| 77:08 |                                                                        |                                                       |          |  |